# Kensleylana briani
Kensleylana briani là một loài chân đều trong họ Cirolanidae. Loài này được Bruce & Herrando-Perez miêu tả khoa học năm 2005.